# アンブレットリド
アンブレットリド（英: Ambrettolide）は、C16H28O2で表される大員環化合物の一種である。

## 用途
優雅なムスク香を持つ。調合香料の保留剤として用いられ、ボディー感を与える。食品用フレーバーとしてはラズベリー、イチゴ、バナナなどに0.007-0.7ppmほどの低濃度で使用され、変調効果をもたらす。

## 製造
天然には、アンブレットの種子の油に存在する。アンブレット種子のエッセンシャルオイルは香水に使用されます。グッチ バイ グッチ スポーツ プールオム、バイレード モハベ ゴースト、ジバンシィ イレジスティブルなどの香水に含まれています。アリューリチン酸メチルから合成する方法があるが、工業生産には至っていない。